# Faty Papy
Faty Papy, né le 18 septembre 1990 et mort le 25 avril 2019, est un footballeur international burundais.

## Biographie

### En club
Faty Papy signe le 25 décembre 2008 pour le club turc Trabzonspor, en provenance du club l'AS Inter Star basé à Bujumbura.
Le 24 juin 2009, Faty Papy est prêté au MVV. Le 5 janvier 2011, Trabzonspor libère d'un commun accord le milieu de terrain burundais. Il évolue ensuite une saison à l'APR FC, avant de rejoindre les Bidvest Wits en 2012. Il dispute avec cette équipe 77 matchs en première division sud-africaine, inscrivant neuf buts, remportant au passage un titre de champion.
Laissé libre en 2016, il devient joueur du Real Kings FC à l'été 2018, puis rejoint les Malanti Chiefs en janvier 2019.

### En équipe nationale
Papy évolue en équipe nationale burundaise, recevant 29 sélections, pour trois buts inscrits.
Il fait ses débuts en sélection le 1er juin 2008, affrontant les Seychelles. Ce match nul et vierge rentre dans le cadre des éliminatoires du mondial 2010.
Il inscrit son premier but avec le Burundi le 26 mars 2011, contre le Rwanda. Le 4 septembre de la même année, il marque à nouveau contre le Bénin. Son dernier but est inscrit le 25 novembre 2011, contre la Somalie.
Il reçoit sa dernière sélection le 23 mars 2019, contre le Gabon, seulement deux mois avant sa mort.

## Buts internationaux
| But | Date             | Lieu                                      | Adversaire | Score | Résultat final | Compétition                                    |
| --- | ---------------- | ----------------------------------------- | ---------- | ----- | -------------- | ---------------------------------------------- |
| 1   | 26 mars 2011     | Stade Amahoro, Kigali                     | Rwanda     | 1–1   | 1–3            | Qualification Coupe d'Afrique des Nations 2012 |
| 2   | 4 septembre 2011 | Stade Prince Louis Rwagasore, Bujumbura   | Bénin      | 1-1   | 1–1            | Qualification Coupe d'Afrique des Nations 2012 |
| 3   | 25 novembre 2011 | Benjamin Mkapa National Stadium, Tanzanie | Somalie    | 0-2   | 1-4            | Match amical                                   |

## Mort
Faty Papy, qui souffrait de problèmes cardiaques, s'effondre et meurt le 25 avril 2019 alors qu'il disputait un match à eSwatini pour le Malanti Chiefs FC.

## Palmarès
- Champion d'Afrique du Sud en 2017 avec les Bidvest Wits
- Champion du Rwanda en 2012 avec l'APR Kigali
- Vainqueur de la Coupe du Rwanda en 2012 avec l'APR Kigali